# Aron Alperin
Aron Alperin (geboren 31. Januar 1901 in Łódź, Russisch-Polen; gestorben 4. Mai 1988 in Manhasset, New York) war ein Zeitungsherausgeber und Autor.

## Leben
Die Eltern Jaakow und Sara Alperin lebten in Łódz. 
Aron Alperin begann für jiddische Zeitungen zu schreiben. Er war lokaler Herausgeber des Lodzer Tageblatts seit 1920 und schrieb für den Warschauer Hajnt Berichte aus Łódź.
1928 zog er nach Paris und wurde Herausgeber des Pariser Hajnt. Dort schrieb er auch Artikel für die hebräische Zeitung Ha' Arez.
1940 emigrierte die Familie nach New York. Dort gab Aron Alperin die jiddischen Zeitungen Der Tog und Morgn zhurnal von etwa 1945 bis 1970 heraus. Er verfasste auch The History of the Jews in Lodz.
Aron Alperin war verheiratet und hatte eine Tochter.